# Schadenprisma
Schadenprisma ist eine Zeitschrift für Schadenverhütung und Schadenforschung der Öffentlichen Versicherer in Deutschland, die vom Verband öffentlicher Versicherer herausgegeben wird.
Vorläufer des Schadenprisma war das Mitteilungsblatt Brandverhütung – Brandbekämpfung, das seit 1951 von der Berliner Feuersozietät gemeinsam mit der Berliner Feuerwehr herausgegeben wurde. Seit 1972 unterstützen neben den bisherigen Herausgebern alle Öffentlichen Versicherer die Zeitschrift. Heute ist der Verband öffentlicher Versicherer alleiniger Herausgeber.
Die Druckauflage beträgt ca. 15.000 Exemplare bei vierteljährlicher Erscheinungsweise. Zudem gibt es eine online Ausgabe. Da die Erkenntnisse zur Schadenverhütung möglichst weite Verbreitung finden sollen und als gemeinnützig betrachtet werden, ist der Zugang zu Schadenprisma.de kostenfrei erreichbar. Auf dieser Internetseite befindet sich auch das Archiv, das alle Ausgaben seit 1993 enthält. Das Archiv kann online nach bestimmten Ausgaben, Themen oder Suchbegriffen durchsucht werden.
Das Institut für Schadenverhütung und Schadenforschung der öffentlichen Versicherer e. V. (IFS) nutzt die Zeitschrift als Medium zur Verbreitung seiner Arbeitsergebnisse.